# الحي اليهودي في دمشق
الحي اليهودي أو حارة اليهود في دمشق هو حي في الجزء الجنوبي الشرقي من المدينة القديمة في دمشق التي يسكنها الأغلبية اليهودية.